# بان سولاب حاتم (مقاطعة دالاهو)
بان‌سولاب حاتم (بالفارسية: بان‌سولاب حاتم) هي قرية تقع في كرمانشاه في إيران. يقدر عدد سكانها بـ 175 نسمة .